# Morti nel 1947
| Questa pagina contiene informazioni ricavate automaticamente dalle voci biografiche con l'ausilio del template Bio e di un bot. L'aggiornamento è periodico e automatico e ricostruisce completamente la pagina. Se manca una persona in questa lista, sei pregato di non aggiungerla, ma accertati piuttosto che la sua voce biografica contenga il template Bio e che i dati anagrafici siano correttamente compilati. Se il template Bio manca, inseriscilo tu stesso o, in alternativa, metti l'avviso {{tmp\|Bio}} che ne segnala la mancanza. Se i dati riportati sono sbagliati, correggi direttamente la voce biografica; le modifiche saranno visibili in questa lista entro pochi giorni. Per chiarimenti vedi il progetto biografie. La lista contiene solo le 838 persone che sono citate nell'enciclopedia e per le quali è stato implementato correttamente il template Bio. Pagina aggiornata al 10 ago 2025. |

## Gennaio(88)
- 1º gennaio - Walter Kaufmann, fisico tedesco (n. 1871)
- 1º gennaio - Arthur Loft, attore statunitense (n. 1897)
- 2 gennaio - Ellen Gulbranson, soprano svedese (n. 1863)
- 2 gennaio - Marion Coates Hansen, politica inglese (n. 1870)
- 3 gennaio - Georg Wetzell, generale tedesco (n. 1869)
- 4 gennaio - Kurt Doerry, velocista e ostacolista tedesco (n. 1874)
- 4 gennaio - Albert Ireton, tiratore di fune e pugile britannico (n. 1879)
- 4 gennaio - Accursio Miraglia, sindacalista italiano (n. 1896)
- 5 gennaio - Guido Dorso, politico italiano (n. 1892)
- 5 gennaio - Fridolf Lundsten, lottatore finlandese (n. 1884)
- 5 gennaio - Angelo Menozzi, chimico e politico italiano (n. 1854)
- 5 gennaio - Osami Nagano, ammiraglio giapponese (n. 1880)
- 5 gennaio - Charles Schlee, pistard statunitense (n. 1873)
- 5 gennaio - Ulisse Stacchini, architetto italiano (n. 1871)
- 6 gennaio - Corradino Cappellotto Italico, politico e antifascista italiano (n. 1886)
- 6 gennaio - Konstantin Dumba, diplomatico e nobile austriaco (n. 1856)
- 7 gennaio - Orazio Botturini, magistrato e politico italiano (n. 1870)
- 7 gennaio - Albert Eloy, calciatore francese (n. 1892)
- 8 gennaio - Tadeusz Kutrzeba, generale polacco (n. 1885)
- 8 gennaio - Albert Stolz, pittore italiano (n. 1875)
- 9 gennaio - Herman Bing, attore tedesco (n. 1889)
- 9 gennaio - Karl Mannheim, sociologo tedesco (n. 1893)
- 9 gennaio - Kurt Pichler, calciatore tedesco (n. 1898)
- 9 gennaio - Ettore Porro, prefetto e politico italiano (n. 1874)
- 10 gennaio - August Blom, regista e attore danese (n. 1869)
- 10 gennaio - Hanns Sachs, psicoanalista tedesco (n. 1881)
- 10 gennaio - Arnt Simensen, calciatore norvegese (n. 1899)
- 11 gennaio - Anatole de Monzie, politico e saggista francese (n. 1876)
- 11 gennaio - Hjalmar Siilasvuo, generale finlandese (n. 1892)
- 12 gennaio - Giorgio Enrico Falck, imprenditore e politico italiano (n. 1866)
- 12 gennaio - Karl August Nerger, militare tedesco (n. 1875)
- 12 gennaio - Afrânio Peixoto, scrittore, storico e critico letterario brasiliano (n. 1876)
- 13 gennaio - Ignazio Lupo, mafioso italiano (n. 1877)
- 13 gennaio - Bruno Montelatici, calciatore italiano (n. 1903)
- 13 gennaio - Vasilij Vasil'evič Vachrušev, politico sovietico (n. 1902)
- 14 gennaio - Jean Ajalbert, scrittore, poeta e critico d'arte francese (n. 1863)
- 14 gennaio - Bill Hewitt, giocatore di football americano statunitense (n. 1909)
- 14 gennaio - Albert Bruce Jackson, botanico britannico (n. 1876)
- 14 gennaio - Cecil Thomas Madigan, geologo e esploratore australiano (n. 1889)
- 15 gennaio - Georg Carl Amdrup, esploratore danese (n. 1866)
- 15 gennaio - Umberto Gnoli, storico dell'arte e museologo italiano (n. 1878)
- 15 gennaio - Archibald Leslie-Melville, XIII conte di Leven, ufficiale e politico scozzese (n. 1890)
- 15 gennaio - Elizabeth Short, statunitense (n. 1924)
- 15 gennaio - Richard Waldemar, attore austriaco (n. 1870)
- 16 gennaio - Fate Marable, pianista statunitense (n. 1890)
- 16 gennaio - Helmuth von Pannwitz, generale tedesco (n. 1898)
- 17 gennaio - Hryhoryj Chomyšyn, vescovo cattolico e beato ucraino (n. 1867)
- 17 gennaio - Hugh Valentine King, militare britannico (n. 1901)
- 17 gennaio - Pëtr Nikolaevič Krasnov, generale e scrittore russo (n. 1869)
- 17 gennaio - Eugenio Lanti, esperantista francese (n. 1879)
- 17 gennaio - Wilhelm Levison, storico tedesco (n. 1876)
- 17 gennaio - Brunilde Tanzi, attivista e militare italiana (n. 1912)
- 17 gennaio - Jean-Marie-Rodrigue Villeneuve, cardinale e arcivescovo cattolico canadese (n. 1883)
- 18 gennaio - Maria Teresa Fasce, religiosa italiana (n. 1881)
- 18 gennaio - Girolamo Grisolia, politico italiano (n. 1902)
- 19 gennaio - Luigi Bertoni, anarchico e tipografo svizzero (n. 1872)
- 19 gennaio - Manuel Machado, poeta, scrittore e drammaturgo spagnolo (n. 1874)
- 19 gennaio - Hermann Müller, marciatore, maratoneta e mezzofondista tedesco (n. 1885)
- 20 gennaio - Josh Gibson, giocatore di baseball e allenatore di baseball statunitense (n. 1911)
- 20 gennaio - Andrew Volstead, politico statunitense (n. 1860)
- 21 gennaio - Sante Cancian, pittore e illustratore italiano (n. 1902)
- 21 gennaio - Rozalija Samojlovna Zemljačka, rivoluzionaria e politica russa (n. 1876)
- 22 gennaio - Ercole Agliardi, giornalista e saggista italiano (n. 1871)
- 22 gennaio - Max Berg, architetto tedesco (n. 1870)
- 22 gennaio - Clara Burrill Bruce, avvocata, giornalista e scrittrice statunitense (n. 1879)
- 22 gennaio - Fëdor Dan, scrittore, politico e medico russo (n. 1871)
- 23 gennaio - Pierre Bonnard, pittore francese (n. 1867)
- 24 gennaio - Wilhelm Fuchs, poliziotto tedesco (n. 1898)
- 24 gennaio - Chigusa Kitani, pittrice e insegnante giapponese (n. 1895)
- 24 gennaio - Felix Timmermans, scrittore belga (n. 1886)
- 25 gennaio - Al Capone, mafioso statunitense (n. 1899)
- 26 gennaio - William Ashurst, calciatore inglese (n. 1894)
- 26 gennaio - Luigi Bonelli, arabista, iranista e turcologo italiano (n. 1865)
- 26 gennaio - Grace Moore, soprano e attrice statunitense (n. 1898)
- 26 gennaio - Gerda Neumann, attrice danese (n. 1915)
- 26 gennaio - Gustavo Adolfo di Svezia, principe svedese (n. 1906)
- 27 gennaio - Paul Harris, avvocato statunitense (n. 1868)
- 27 gennaio - Anna von Mildenburg, soprano austriaco (n. 1872)
- 28 gennaio - Morris Raphael Cohen, filosofo e insegnante statunitense (n. 1880)
- 28 gennaio - Reynaldo Hahn, compositore, pianista e direttore d'orchestra venezuelano (n. 1874)
- 28 gennaio - Helena Gleichen, pittrice inglese (n. 1873)
- 28 gennaio - Achille Nucci, magistrato e politico italiano (n. 1871)
- 29 gennaio - Pearl Argyle, ballerina e attrice sudafricana (n. 1910)
- 29 gennaio - Vladimir Laš, calciatore russo (n. 1895)
- 29 gennaio - Camillo Ruggera, militare austro-ungarico (n. 1885)
- 30 gennaio - Neil Gibson, calciatore scozzese (n. 1873)
- 30 gennaio - Lorenzo Nidiaci, pallonista italiano (n. 1870)
- 31 gennaio - Franz von Epp, generale e politico tedesco (n. 1868)

## Febbraio(59)
- 1º febbraio - J. D. Beresford, scrittore britannico (n. 1873)
- 1º febbraio - Filippo Cortesi, arcivescovo cattolico italiano (n. 1876)
- 1º febbraio - Carl Hilpert, generale tedesco (n. 1888)
- 1º febbraio - Paul Huldschinsky, architetto e scenografo tedesco (n. 1889)
- 1º febbraio - Adolf Winkelmann, medico tedesco (n. 1887)
- 3 febbraio - José Luis Hidalgo, poeta spagnolo (n. 1919)
- 3 febbraio - Marc Mitscher, ammiraglio statunitense (n. 1887)
- 3 febbraio - Sajjan Singh di Ratlam, principe e militare indiano (n. 1880)
- 3 febbraio - Petar Živković, politico e generale jugoslavo (n. 1879)
- 4 febbraio - Luigi Russolo, compositore, pittore e inventore italiano (n. 1885)
- 5 febbraio - Salvatore Cardillo, compositore italiano (n. 1874)
- 5 febbraio - Hans Fallada, scrittore tedesco (n. 1893)
- 5 febbraio - Guglielmo Sinaz, attore italiano (n. 1885)
- 6 febbraio - Max Gülstorff, attore tedesco (n. 1882)
- 6 febbraio - Theodor Nauman, pallanuotista svedese (n. 1885)
- 6 febbraio - Justus Scrafford, mezzofondista statunitense (n. 1878)
- 8 febbraio - Giuseppina Bakhita, religiosa sudanese (n. 1869)
- 10 febbraio - Winter Hall, attore neozelandese (n. 1872)
- 10 febbraio - Eric Mayne, attore statunitense (n. 1865)
- 11 febbraio - Niculae Abramescu, matematico rumeno (n. 1884)
- 11 febbraio - Martin Klein, lottatore estone (n. 1884)
- 11 febbraio - Gerolamo Mordeglia, organaro italiano (n. 1868)
- 12 febbraio - Palmerio Delitala, avvocato, politico e antifascista italiano (n. 1876)
- 12 febbraio - Moses Gomberg, chimico statunitense (n. 1866)
- 12 febbraio - Kurt Lewin, psicologo tedesco (n. 1890)
- 12 febbraio - Auguste Stephane, ciclista su strada e pistard francese (n. 1863)
- 12 febbraio - Sidney Toler, attore, baritono e drammaturgo statunitense (n. 1874)
- 12 febbraio - Tito Trocchi, arcivescovo cattolico italiano (n. 1864)
- 13 febbraio - Celestina Boninsegna, soprano italiano (n. 1877)
- 14 febbraio - Mauritz Eriksson, tiratore a segno svedese (n. 1888)
- 14 febbraio - John Page, pattinatore artistico su ghiaccio britannico (n. 1900)
- 15 febbraio - Gustave Bauer, lottatore statunitense (n. 1884)
- 16 febbraio - Antonio Tirabassi, organista e musicologo italiano (n. 1882)
- 17 febbraio - Ettore Bortolotti, matematico italiano (n. 1866)
- 17 febbraio - Shivakiar Ibrahim, principessa egiziana (n. 1876)
- 17 febbraio - M. P. Shiel, scrittore britannico (n. 1865)
- 17 febbraio - Elena Văcărescu, scrittrice e poetessa rumena (n. 1864)
- 18 febbraio - Gioacchino Ernesto di Anhalt, duca (n. 1901)
- 18 febbraio - Lucius Henderson, regista e attore statunitense (n. 1861)
- 19 febbraio - Charles Frédéric Petit, arciere francese (n. 1857)
- 19 febbraio - August Schmidhuber, generale tedesco (n. 1901)
- 20 febbraio - Candido Mura, politico italiano (n. 1874)
- 21 febbraio - Charles Paget, VI marchese di Anglesey, ufficiale inglese (n. 1885)
- 21 febbraio - Richard Barry Parker, architetto e urbanista britannico (n. 1867)
- 22 febbraio - Giuliano Dacij, presbitero ucraino (n. 1863)
- 22 febbraio - Umberto Fraccacreta, poeta italiano (n. 1892)
- 22 febbraio - Marcello Nizzola, lottatore italiano (n. 1900)
- 22 febbraio - Harry Kendall Thaw, criminale statunitense (n. 1871)
- 23 febbraio - Federico Cortonesi, pugile italiano (n. 1916)
- 24 febbraio - Tor Andræ, storico delle religioni e orientalista svedese (n. 1885)
- 24 febbraio - Ruth L. Bennett, attivista statunitense (n. 1866)
- 26 febbraio - Adolfo Campetti, fisico italiano (n. 1866)
- 26 febbraio - Antonino D'Agata, politico italiano (n. 1882)
- 26 febbraio - Heinrich Häberlin, politico svizzero (n. 1868)
- 26 febbraio - Alexander Löhr, generale austriaco (n. 1885)
- 26 febbraio - Jonas Noreika, militare lituano (n. 1910)
- 26 febbraio - Ben Webster, attore inglese (n. 1864)
- 27 febbraio - Albert W. Hale, regista francese (n. 1882)
- 27 febbraio - Pierre Janet, neurologo, psicologo e filosofo francese (n. 1859)

## Marzo(66)
- 2 marzo - Stanhope Forbes, pittore irlandese (n. 1857)
- 2 marzo - Federico Nitti, medico, farmacologo e antifascista italiano (n. 1905)
- 2 marzo - Pauline Gower, aviatrice e scrittrice britannica (n. 1910)
- 3 marzo - Cecil Haig, schermidore britannico (n. 1862)
- 3 marzo - Paul-Louis Simond, medico e biologo francese (n. 1858)
- 4 marzo - Armando Malagodi, medico italiano (n. 1864)
- 4 marzo - Luisa Piccarreta, mistica italiana (n. 1865)
- 5 marzo - Alfredo Casella, compositore, pianista e direttore d'orchestra italiano (n. 1883)
- 5 marzo - Rudolf Leip, calciatore tedesco (n. 1890)
- 5 marzo - Carl Mannich, chimico tedesco (n. 1877)
- 5 marzo - Fritz Neidholdt, militare tedesco (n. 1887)
- 6 marzo - Auguste Champetier de Ribes, giurista e politico francese (n. 1882)
- 6 marzo - Halford Mackinder, geografo, politico e diplomatico britannico (n. 1861)
- 7 marzo - Josef Meisinger, militare e criminale di guerra tedesco (n. 1899)
- 7 marzo - Ossi Oswalda, attrice tedesca (n. 1897)
- 7 marzo - Stewart Tritle, tennista statunitense (n. 1871)
- 8 marzo - Ludwig Fischer, politico e militare tedesco (n. 1905)
- 8 marzo - Victor Potel, attore statunitense (n. 1889)
- 9 marzo - Gerhard Bast, avvocato austriaco (n. 1911)
- 9 marzo - Carrie Chapman Catt, attivista statunitense (n. 1859)
- 9 marzo - Marcantonio VII Colonna, principe italiano (n. 1881)
- 9 marzo - Assunta Viscardi, religiosa, insegnante e scrittrice italiana (n. 1890)
- 10 marzo - Harukichi Hyakutake, generale giapponese (n. 1888)
- 10 marzo - Eustachio Pisani, imprenditore italiano (n. 1866)
- 10 marzo - William E. Wing, sceneggiatore statunitense (n. 1869)
- 11 marzo - Nino Camus, fumettista, illustratore e progettista italiano (n. 1910)
- 11 marzo - Wilhelm Heye, generale tedesco (n. 1869)
- 11 marzo - Victor Lustig, truffatore ceco (n. 1890)
- 12 marzo - Giovanni Battista Caneva, sportivo, sindacalista e politico italiano (n. 1904)
- 12 marzo - Winston Churchill, scrittore statunitense (n. 1871)
- 12 marzo - John Forssman, patologo e batteriologo svedese (n. 1868)
- 12 marzo - Walter Samuel Goodland, politico statunitense (n. 1862)
- 13 marzo - Bruno Meissner, assiriologo e archeologo tedesco (n. 1868)
- 14 marzo - William Tyrrell, I barone Tyrrell, diplomatico inglese (n. 1866)
- 15 marzo - Lucien Rudaux, artista e astronomo francese (n. 1874)
- 16 marzo - Edward Carr, maratoneta, mezzofondista e siepista statunitense (n. 1878)
- 16 marzo - Jack Powell, calciatore gallese (n. 1860)
- 17 marzo - Karel Anděl, astronomo ceco (n. 1884)
- 18 marzo - Edgar Chahine, pittore, illustratore e incisore francese (n. 1874)
- 18 marzo - Jules Comby, pediatra francese (n. 1853)
- 18 marzo - William C. Durant, imprenditore statunitense (n. 1861)
- 18 marzo - Willem Pijper, compositore olandese (n. 1894)
- 18 marzo - Ibō Takahashi, ammiraglio giapponese (n. 1888)
- 20 marzo - Victor Moritz Goldschmidt, chimico norvegese (n. 1888)
- 20 marzo - Heinrich Schwarz, militare tedesco (n. 1906)
- 21 marzo - Fratelli Collyer, statunitense (n. 1881)
- 21 marzo - Albert Cuny, linguista francese (n. 1869)
- 21 marzo - Wilhelm von Lans, ammiraglio tedesco (n. 1861)
- 22 marzo - Arturo Martini, scultore, pittore e incisore italiano (n. 1889)
- 22 marzo - Enea Noseda, politico italiano (n. 1868)
- 23 marzo - David Ashworth, allenatore di calcio inglese (n. 1867)
- 23 marzo - Emil Jørgensen, calciatore danese (n. 1882)
- 23 marzo - Luisa d'Asburgo-Lorena, nobildonna (n. 1870)
- 23 marzo - Arthur Rankin, attore statunitense (n. 1895)
- 23 marzo - Ferdinand Zecca, regista francese (n. 1864)
- 25 marzo - Jules Flandrin, pittore francese (n. 1871)
- 27 marzo - Sydney Howard Smith, tennista e giocatore di badminton britannico (n. 1872)
- 28 marzo - Johnny Evers, giocatore di baseball e allenatore di baseball statunitense (n. 1881)
- 28 marzo - Karol Świerczewski, generale e politico polacco (n. 1897)
- 29 marzo - Annibale Berlingieri, nobile e politico italiano (n. 1874)
- 29 marzo - Georges Marquet, imprenditore e politico belga (n. 1866)
- 29 marzo - Hendrik van Gent, astronomo olandese (n. 1899)
- 30 marzo - Vojtěch Bradáč, calciatore cecoslovacco (n. 1913)
- 30 marzo - Qazi Muhammad, politico curdo (n. 1893)
- 31 marzo - Georg Ledebour, politico tedesco (n. 1850)
- 31 marzo - Uljana Kravčenko, poetessa, scrittrice e attivista ucraina (n. 1860)

## Aprile(63)
- 1º aprile - Giorgio II di Grecia, re greco (n. 1890)
- 1º aprile - Franz Seldte, politico e militare tedesco (n. 1882)
- 1º aprile - Freddie Webster, trombettista statunitense (n. 1916)
- 2 aprile - Maria Duchêne, contralto francese (n. 1883)
- 3 aprile - Ferdinando Ricca, vescovo cattolico italiano (n. 1880)
- 4 aprile - James Gascoyne-Cecil, IV marchese di Salisbury, nobile e politico inglese (n. 1861)
- 5 aprile - Brunetto Brunetti, generale italiano (n. 1887)
- 5 aprile - John Philip Du Cane, generale britannico (n. 1865)
- 5 aprile - Gerolamo Longhena, giurista e politico italiano (n. 1881)
- 5 aprile - Alexandros Merkati, golfista greco (n. 1874)
- 6 aprile - Herbert Backe, politico tedesco (n. 1896)
- 6 aprile - William P. Carleton, attore inglese (n. 1872)
- 6 aprile - Osip Runič, attore russo (n. 1889)
- 6 aprile - Willi Wolff, sceneggiatore, regista e produttore cinematografico tedesco (n. 1883)
- 7 aprile - Henry Ford, imprenditore statunitense (n. 1863)
- 8 aprile - Pericle Cardinali, magistrato e politico italiano (n. 1877)
- 8 aprile - Olaf Frydenlund, tiratore a segno norvegese (n. 1862)
- 9 aprile - Desmond FitzGerald, rivoluzionario, poeta e politico irlandese (n. 1888)
- 10 aprile - Charles Bally, linguista svizzero (n. 1865)
- 10 aprile - John Ince, attore, regista e produttore cinematografico statunitense (n. 1878)
- 10 aprile - Charles Nordhoff, romanziere inglese (n. 1887)
- 11 aprile - Enrico Bazan, generale e politico italiano (n. 1864)
- 11 aprile - Louise Preslar, serial killer statunitense (n. 1880)
- 12 aprile - Gabriele Nasci, generale italiano (n. 1887)
- 12 aprile - Roberto di Württemberg, principe tedesco (n. 1873)
- 13 aprile - Jean Chassagne, pilota automobilistico e aviatore francese (n. 1881)
- 13 aprile - Jack Clark, attore e regista statunitense (n. 1876)
- 14 aprile - Lucien Botovasoa, insegnante malgascio (n. 1908)
- 14 aprile - Joseph Brummer, mercante d'arte, collezionista d'arte e scultore ungherese (n. 1883)
- 15 aprile - Fernand de Brinon, politico, giornalista e avvocato francese (n. 1885)
- 15 aprile - Ruitarō Fujita, ammiraglio giapponese (n. 1887)
- 15 aprile - Theodor Lewald, militare tedesco (n. 1860)
- 15 aprile - Vittorio Zecchin, artista italiano (n. 1878)
- 16 aprile - Guido Donegani, ingegnere, imprenditore e politico italiano (n. 1877)
- 16 aprile - Rudolf Höß, militare e criminale di guerra tedesco (n. 1901)
- 16 aprile - Nikolaj Konovalov, attore sovietico (n. 1884)
- 17 aprile - G.B. Samuelson, regista, sceneggiatore e produttore cinematografico inglese (n. 1889)
- 18 aprile - Benny Leonard, pugile statunitense (n. 1896)
- 18 aprile - Jozef Tiso, presbitero e politico slovacco (n. 1887)
- 19 aprile - Charles Bidwill, dirigente sportivo statunitense (n. 1895)
- 19 aprile - Hajime Isogai, judoka giapponese (n. 1871)
- 20 aprile - Cristiano X di Danimarca, re danese (n. 1870)
- 20 aprile - Simón Iturri Patiño, imprenditore boliviano (n. 1862)
- 20 aprile - Archimede Santi, pittore italiano (n. 1876)
- 21 aprile - Heitor da Silva Costa, ingegnere brasiliano (n. 1873)
- 23 aprile - Gyula Károlyi, politico ungherese (n. 1871)
- 24 aprile - Jacques Baudrier, velista francese (n. 1872)
- 24 aprile - Willa Cather, scrittrice statunitense (n. 1873)
- 24 aprile - Giovanni Colmo, pittore italiano (n. 1867)
- 25 aprile - John Crichton-Stuart, IV marchese di Bute, nobile scozzese (n. 1881)
- 25 aprile - Friedrich Wilhelm Kritzinger, funzionario tedesco (n. 1890)
- 25 aprile - José María Reina Andrade, politico guatemalteco (n. 1860)
- 26 aprile - Francesco Paolo Finocchiaro, pittore italiano (n. 1868)
- 26 aprile - Frank E. Hughes, scenografo statunitense (n. 1893)
- 26 aprile - Hisao Tani, generale giapponese (n. 1882)
- 27 aprile - Heinrich Altherr, pittore svizzero (n. 1878)
- 29 aprile - Pio Calletti, funzionario e politico italiano (n. 1874)
- 29 aprile - Karel Čurda, militare cecoslovacco (n. 1911)
- 29 aprile - Irving Fisher, economista e statistico statunitense (n. 1867)
- 30 aprile - Yngvar Bryn, velocista e pattinatore artistico su ghiaccio norvegese (n. 1881)
- 30 aprile - Francesc Cambó, politico e economista spagnolo (n. 1876)
- 30 aprile - Karl Rahm, militare austriaco (n. 1907)
- 30 aprile - Almroth Wright, batteriologo e immunologo britannico (n. 1861)

## Maggio(73)
- 1º maggio - Ciro Caversazzi, letterato italiano (n. 1865)
- 1º maggio - Nestore Cinelli, ingegnere e urbanista italiano (n. 1878)
- 1º maggio - Giovanni Costantini, pittore e decoratore italiano (n. 1872)
- 1º maggio - Oreste Forlani, pittore e illustratore italiano (n. 1872)
- 1º maggio - Evelyn McHale, statunitense (n. 1923)
- 1º maggio - Andrej Škuro, generale russo (n. 1887)
- 2 maggio - Dorothea Binz, tedesca (n. 1920)
- 2 maggio - Adolf Erbslöh, pittore tedesco (n. 1881)
- 2 maggio - Albert Jordens, ciclista su strada belga (n. 1902)
- 2 maggio - William Moulton Marston, psicologo, inventore e fumettista statunitense (n. 1893)
- 3 maggio - Harry Holman, attore statunitense (n. 1862)
- 3 maggio - Johann Schwarzhuber, militare tedesco (n. 1904)
- 6 maggio - Bertel Gripenberg, poeta finlandese (n. 1878)
- 6 maggio - Louise Homer, contralto statunitense (n. 1871)
- 7 maggio - Carlo Bazzi, pittore italiano (n. 1875)
- 7 maggio - Francesco Cucca, scrittore e poeta italiano (n. 1882)
- 7 maggio - Thupten Jampel Yishey Gyantsen, monaco buddhista e politico tibetano (n. 1910)
- 7 maggio - Forest Montgomery, tennista statunitense (n. 1874)
- 7 maggio - Franz Weber, calciatore austriaco (n. 1888)
- 8 maggio - Attilio Ferraris, calciatore italiano (n. 1904)
- 8 maggio - Augusto Gallina, generale e aviatore italiano (n. 1873)
- 8 maggio - Cassius Jackson Keyser, matematico statunitense (n. 1862)
- 8 maggio - Harry Gordon Selfridge, imprenditore statunitense (n. 1858)
- 9 maggio - Davide Cova, giornalista, politico e ingegnere italiano (n. 1891)
- 9 maggio - Willie Francis, criminale statunitense (n. 1929)
- 9 maggio - Ludovico Nicola di Giura, traduttore e sinologo italiano (n. 1868)
- 9 maggio - Euripidīs Mpakirtzīs, militare greco (n. 1895)
- 11 maggio - Ture Rangström, compositore, critico musicale e direttore d'orchestra svedese (n. 1884)
- 12 maggio - Cyril Deverell, generale britannico (n. 1874)
- 13 maggio - Luigi Cirenei, militare, compositore e direttore d'orchestra italiano (n. 1881)
- 13 maggio - Frances Hodgkins, pittrice neozelandese (n. 1869)
- 13 maggio - Giovanni Morbelli, chimico e inventore italiano (n. 1874)
- 14 maggio - Pietro Capparoni, medico e storico italiano (n. 1868)
- 15 maggio - Miguel Abadìa Méndez, politico, diplomatico e scrittore colombiano (n. 1867)
- 15 maggio - John Arledge, attore statunitense (n. 1906)
- 15 maggio - Vincenzo Serrentino, prefetto italiano (n. 1897)
- 16 maggio - Augusta Bellingham, nobile britannica (n. 1880)
- 16 maggio - Michael Joseph Curley, arcivescovo cattolico irlandese (n. 1879)
- 16 maggio - Frederick Gowland Hopkins, medico e biochimico britannico (n. 1861)
- 17 maggio - Fortunato Baldinotti, calciatore italiano (n. 1908)
- 17 maggio - George Forbes, politico neozelandese (n. 1869)
- 18 maggio - Edmund Fitzalan-Howard, I visconte FitzAlan di Derwent, politico inglese (n. 1855)
- 18 maggio - Lucile Gleason, attrice statunitense (n. 1888)
- 19 maggio - Giovanni Delise, canottiere italiano (n. 1907)
- 19 maggio - John Heijning, calciatore olandese (n. 1884)
- 20 maggio - Emilio Colombo, giornalista, calciatore e arbitro di calcio italiano (n. 1884)
- 20 maggio - Philipp von Lenard, fisico tedesco (n. 1862)
- 20 maggio - Friedrich-Wilhelm Müller, generale tedesco (n. 1897)
- 20 maggio - Giacomo Suardo, politico italiano (n. 1883)
- 21 maggio - Lucy Arbell, mezzosoprano francese (n. 1878)
- 22 maggio - Edwin Hedley, canottiere statunitense (n. 1864)
- 22 maggio - Vincenzo Jerace, scultore e decoratore italiano (n. 1862)
- 22 maggio - Amedeo Obici, imprenditore italiano (n. 1877)
- 22 maggio - Lloyd Osbourne, scrittore statunitense (n. 1868)
- 23 maggio - Minnie Dupree, attrice teatrale statunitense (n. 1873)
- 23 maggio - Henry Lascelles, VI conte di Harewood, nobile e ufficiale britannico (n. 1882)
- 23 maggio - Charles-Ferdinand Ramuz, scrittore e poeta svizzero (n. 1878)
- 24 maggio - Øistein Schirmer, ginnasta norvegese (n. 1879)
- 25 maggio - Carlo Scialoja, avvocato, politico e giornalista italiano (n. 1886)
- 26 maggio - Helen Aitchison, tennista britannica (n. 1881)
- 27 maggio - Hans Spatzenegger, militare tedesco (n. 1900)
- 27 maggio - Ernest Walter Histed, fotografo britannico (n. 1862)
- 28 maggio - August Eigruber, militare austriaco (n. 1907)
- 28 maggio - Friedrich Entress, medico tedesco (n. 1914)
- 28 maggio - Viktor Zoller, ufficiale tedesco (n. 1912)
- 28 maggio - Evgenij Michajlovič Šnejder, regista cinematografico sovietico (n. 1897)
- 29 maggio - Franz Böhme, generale austriaco (n. 1885)
- 30 maggio - Domingo Careaga, calciatore spagnolo (n. 1897)
- 30 maggio - Georg Ludwig von Trapp, ufficiale austro-ungarico (n. 1880)
- 31 maggio - Adrienne Ames, attrice statunitense (n. 1903)
- 31 maggio - Federico Baistrocchi, generale e politico italiano (n. 1871)
- 31 maggio - Henri Casadesus, violista e compositore francese (n. 1879)
- 31 maggio - Peter Dolfen, tiratore a segno statunitense (n. 1880)

## Giugno(58)
- 1º giugno - Toivo Tikkanen, tiratore a segno, hockeista su ghiaccio e architetto finlandese (n. 1888)
- 2 giugno - John Gretton, politico e velista britannico (n. 1867)
- 2 giugno - Stepan Maksimovič Petričenko, rivoluzionario russo (n. 1892)
- 3 giugno - George Lessey, attore, regista e sceneggiatore statunitense (n. 1879)
- 3 giugno - Julio César Tello, archeologo peruviano (n. 1880)
- 3 giugno - Sigurd Wandel, pittore danese (n. 1875)
- 5 giugno - Gordon Wright, calciatore inglese (n. 1884)
- 6 giugno - Giuseppe Cogoni, arcivescovo cattolico italiano (n. 1885)
- 6 giugno - Władysław Raczkiewicz, militare e politico polacco (n. 1885)
- 6 giugno - Carlo Respighi, presbitero italiano (n. 1873)
- 7 giugno - Meredith Colket, astista statunitense (n. 1878)
- 7 giugno - John Hannah, militare e aviatore scozzese (n. 1921)
- 7 giugno - Siegfried Kasche, ambasciatore tedesco (n. 1903)
- 7 giugno - Miroslav Navratil, generale e aviatore croato (n. 1893)
- 8 giugno - Giacomo Albanese, matematico italiano (n. 1890)
- 8 giugno - Slavko Kvaternik, generale e politico croato (n. 1878)
- 9 giugno - Augusto Giacometti, pittore svizzero (n. 1877)
- 9 giugno - J. Warren Kerrigan, attore e produttore cinematografico statunitense (n. 1879)
- 9 giugno - Umaid Singh, indiano (n. 1903)
- 11 giugno - Cosme Damião, calciatore e allenatore di calcio portoghese (n. 1885)
- 11 giugno - Carlo Maurizio Ruspoli di Poggio Suasa, militare e aviatore italiano (n. 1906)
- 13 giugno - Salvatore Citelli, medico e chirurgo italiano (n. 1875)
- 13 giugno - Frantz Funck-Brentano, storico francese (n. 1862)
- 13 giugno - Lillian Hayward, attrice statunitense (n. 1868)
- 13 giugno - Pierre-Albert Marquet, pittore francese (n. 1875)
- 13 giugno - Yone Noguchi, poeta, scrittore e saggista giapponese (n. 1875)
- 14 giugno - Sverre Andersen, calciatore norvegese (n. 1893)
- 14 giugno - Annie Krull, soprano tedesco (n. 1876)
- 15 giugno - Angelo Serio, fantino italiano (n. 1891)
- 16 giugno - Jean Capart, egittologo belga (n. 1877)
- 16 giugno - Bronisław Huberman, violinista polacco (n. 1882)
- 16 giugno - Francesco Petronelli, arcivescovo cattolico italiano (n. 1880)
- 17 giugno - Maxwell Perkins, editore statunitense (n. 1884)
- 18 giugno - Sam Appel, attore messicano (n. 1871)
- 18 giugno - John Henry Patterson, militare e scrittore irlandese (n. 1867)
- 18 giugno - Aukusti Sihvola, lottatore finlandese (n. 1895)
- 19 giugno - Kōsō Abe, ammiraglio giapponese (n. 1892)
- 19 giugno - Giorgio Cidri, allenatore di calcio e calciatore italiano (n. 1904)
- 19 giugno - Mario Rasero, numismatico e politico italiano (n. 1881)
- 20 giugno - John Edward Lloyd, storico gallese (n. 1861)
- 20 giugno - Wilfred Hudson Osgood, naturalista e biologo statunitense (n. 1875)
- 20 giugno - Bugsy Siegel, mafioso statunitense (n. 1906)
- 22 giugno - Percy Fairclough, calciatore inglese (n. 1858)
- 22 giugno - Ettore Modigliani, funzionario e museologo italiano (n. 1873)
- 23 giugno - François Menno Knoote, calciatore olandese (n. 1879)
- 24 giugno - Marianna Amico Roxas, religiosa italiana (n. 1883)
- 24 giugno - Bartolomeo Pagano, attore italiano (n. 1878)
- 25 giugno - Oluf Olsson, ginnasta danese (n. 1873)
- 25 giugno - Paul Poirier, calciatore francese (n. 1911)
- 26 giugno - Richard Bedford Bennett, politico canadese (n. 1870)
- 26 giugno - Heinrich Thyssen-Bornemisza, imprenditore e collezionista d'arte tedesco (n. 1875)
- 27 giugno - Robert Broadwell, regista statunitense (n. 1878)
- 27 giugno - Jürgen Wagner, generale tedesco (n. 1901)
- 28 giugno - Stanislav Kostka Neumann, poeta, giornalista e politico ceco (n. 1875)
- 29 giugno - Pavol Jantausch, vescovo cattolico slovacco (n. 1870)
- 29 giugno - Orla Jørgensen, ciclista su strada danese (n. 1904)
- 30 giugno - Rudolf Noack, calciatore tedesco (n. 1913)
- 30 giugno - Ludwig Weber, compositore tedesco (n. 1891)

## Luglio(57)
- 1º luglio - Alfred Walter Stewart, chimico e scrittore britannico (n. 1880)
- 2 luglio - Nikolaj Grigor'evič Čebotarëv, matematico sovietico (n. 1894)
- 2 luglio - Gabriele Vettori, arcivescovo cattolico italiano (n. 1869)
- 5 luglio - Carlo Minello, attore italiano (n. 1918)
- 6 luglio - Francis Burchell, crickettista britannico (n. 1873)
- 6 luglio - Giuseppe Gagliardone, alpinista italiano
- 6 luglio - Ulisse Matthey, organista e compositore italiano (n. 1876)
- 7 luglio - Robert Schable, attore statunitense (n. 1873)
- 7 luglio - José Luis Tamayo, politico ecuadoriano (n. 1858)
- 9 luglio - Riccardo Barilla, imprenditore italiano (n. 1880)
- 9 luglio - Lucjan Żeligowski, generale e politico polacco (n. 1865)
- 10 luglio - Corrado Padovani, pittore e storico dell'arte italiano (n. 1886)
- 11 luglio - Amalia Moretti Foggia, giornalista e medica italiana (n. 1872)
- 12 luglio - Jimmie Lunceford, sassofonista e direttore d'orchestra statunitense (n. 1902)
- 13 luglio - David Samanez Ocampo, politico peruviano (n. 1886)
- 13 luglio - Marcel Varnel, regista francese (n. 1894)
- 14 luglio - Ercole Olgeni, canottiere italiano (n. 1883)
- 14 luglio - Giuseppe Pession, ingegnere e ammiraglio italiano (n. 1881)
- 14 luglio - Phahon Phonphayuhasena, politico e generale thailandese (n. 1887)
- 14 luglio - Enrico San Martino Valperga, avvocato, dirigente d'azienda e politico italiano (n. 1863)
- 14 luglio - Franz Servaes, scrittore tedesco (n. 1862)
- 15 luglio - Walter Donaldson, compositore statunitense (n. 1893)
- 15 luglio - Gustavo Giovannoni, architetto e ingegnere italiano (n. 1873)
- 15 luglio - Henry Kolker, attore e regista statunitense (n. 1870)
- 16 luglio - Giovanni Tofani, ingegnere e politico italiano (n. 1875)
- 17 luglio - Kathryn Carver, attrice statunitense (n. 1899)
- 17 luglio - Carlos Chiacchio, giornalista, scrittore e medico brasiliano (n. 1884)
- 18 luglio - Amadeo García, allenatore di calcio spagnolo (n. 1886)
- 18 luglio - John Sewell, tiratore di fune britannico (n. 1882)
- 18 luglio - Evald Tipner, calciatore estone (n. 1906)
- 19 luglio - Max Dessoir, filosofo tedesco (n. 1867)
- 19 luglio - Friedrich Rainer, politico austriaco (n. 1903)
- 19 luglio - Aung San, generale e politico birmano (n. 1915)
- 20 luglio - Alfred Bowerman, crickettista britannico (n. 1873)
- 21 luglio - Maria Freschi, scrittrice e poetessa italiana (n. 1881)
- 21 luglio - Natale Morzenti, pittore italiano
- 21 luglio - Yosep Emmanuel II Thoma, vescovo cattolico e patriarca cattolico iracheno (n. 1852)
- 22 luglio - Giulio Volpi, avvocato, politico e antifascista italiano (n. 1877)
- 23 luglio - Ángel Roffo, medico argentino (n. 1882)
- 25 luglio - Gustavo Bonaventura Castelbolognesi, rabbino italiano (n. 1884)
- 25 luglio - Alexandre Denéréaz, compositore svizzero (n. 1875)
- 26 luglio - Leontios di Cipro, arcivescovo ortodosso e politico cipriota (n. 1896)
- 26 luglio - Ramiro Ortiz, filologo e linguista italiano (n. 1879)
- 27 luglio - Willy Arlt, calciatore tedesco (n. 1919)
- 27 luglio - Ivan Regen, biologo e entomologo sloveno (n. 1868)
- 27 luglio - Langdon West, regista statunitense (n. 1886)
- 28 luglio - Luigi Dentice di Frasso, imprenditore e politico italiano (n. 1861)
- 28 luglio - Robert Homans, attore statunitense (n. 1877)
- 29 luglio - Grantley Goulding, ostacolista britannico (n. 1874)
- 29 luglio - Avshalom Haviv, israeliano (n. 1926)
- 29 luglio - Meir Nakar, israeliano (n. 1926)
- 29 luglio - Yaakov Weiss, attivista cecoslovacco (n. 1924)
- 30 luglio - Joseph Cook, politico australiano (n. 1860)
- 30 luglio - Kōda Rohan, scrittore giapponese (n. 1867)
- 30 luglio - Moritz Mayer-Mahr, pianista tedesco (n. 1869)
- 31 luglio - Emil Haussmann, militare e agente segreto tedesco (n. 1910)
- 31 luglio - Hamo Ohanjanyan, medico, politico e rivoluzionario armeno (n. 1873)

## Agosto(51)
- 1º agosto - Walter DeLeon, sceneggiatore statunitense (n. 1884)
- 1º agosto - Agrippino Manteo, cantastorie italiano (n. 1884)
- 1º agosto - Harald Natvig, tiratore a segno norvegese (n. 1872)
- 1º agosto - Ehrhardt Post, scacchista tedesco (n. 1881)
- 2 agosto - Tomás Berreta, politico uruguaiano (n. 1875)
- 2 agosto - Luigi Jacono, archeologo, ingegnere e saggista italiano (n. 1866)
- 2 agosto - Aldobrando Medici Tornaquinci, imprenditore e politico italiano (n. 1909)
- 3 agosto - José Pardo y Barreda, politico peruviano (n. 1864)
- 4 agosto - Giuseppina Pizzigoni, pedagogista, educatrice e insegnante italiana (n. 1870)
- 5 agosto - Victor Roelens, vescovo cattolico e missionario belga (n. 1858)
- 6 agosto - Diego D'Amico, politico italiano (n. 1893)
- 6 agosto - Konstanty Michalski, presbitero, filosofo e teologo polacco (n. 1879)
- 7 agosto - Masao Baba, generale giapponese (n. 1892)
- 7 agosto - Seiichi Kita, generale giapponese (n. 1886)
- 7 agosto - Erminia di Reuss-Greiz, nobile tedesca (n. 1887)
- 8 agosto - Anton Ivanovič Denikin, generale russo (n. 1872)
- 8 agosto - Hans Ruch, calciatore tedesco (n. 1898)
- 9 agosto - Giorgio Morelli, partigiano e giornalista italiano (n. 1926)
- 9 agosto - Reginald Innes Pocock, zoologo, aracnologo e naturalista britannico (n. 1863)
- 9 agosto - Carlo Romanelli, scultore italiano (n. 1872)
- 10 agosto - Felice Menghini, presbitero, poeta e scrittore svizzero (n. 1909)
- 10 agosto - Anton Schall, calciatore e allenatore di calcio austriaco (n. 1907)
- 10 agosto - Antonio Sciortino, scultore maltese (n. 1879)
- 10 agosto - Pietro Sitta, politico e economista italiano (n. 1866)
- 11 agosto - Aldo Caprani, avvocato e politico italiano (n. 1899)
- 13 agosto - George Godfrey, pugile statunitense (n. 1897)
- 13 agosto - Francisco de Paula Vallet, gesuita spagnolo (n. 1883)
- 15 agosto - Nils Andersson, calciatore svedese (n. 1887)
- 15 agosto - Claudio Granzotto, francescano e scultore italiano (n. 1900)
- 17 agosto - Eugenio di Svezia, principe svedese (n. 1865)
- 18 agosto - Lilian Violet Cooper, medico britannico (n. 1861)
- 18 agosto - Ludwig Kübler, generale tedesco (n. 1889)
- 18 agosto - Stefano Rosselli del Turco, scacchista italiano (n. 1877)
- 19 agosto - Oskar Moll, pittore tedesco (n. 1875)
- 20 agosto - Franz Cumont, filologo classico e storico belga (n. 1868)
- 20 agosto - Max Gaines, editore statunitense (n. 1894)
- 20 agosto - Albert Henderson, calciatore canadese (n. 1881)
- 21 agosto - Ettore Bugatti, progettista e imprenditore italiano (n. 1881)
- 21 agosto - Henry Dafel, velocista sudafricano (n. 1889)
- 21 agosto - Giuseppe Giovanni Mantica, politico italiano (n. 1876)
- 22 agosto - Hans Eicke, velocista tedesco (n. 1885)
- 22 agosto - Alfei Jürgenson, calciatore estone (n. 1904)
- 23 agosto - Hans Cornelius, filosofo e psicologo tedesco (n. 1863)
- 23 agosto - Hasmik, attrice sovietica (n. 1879)
- 24 agosto - Miroslav Bulešić, presbitero croato (n. 1920)
- 24 agosto - Harrison Smith, mezzofondista statunitense (n. 1876)
- 25 agosto - Léon Robin, filosofo francese (n. 1866)
- 25 agosto - Eugenio Sauli, ciclista su strada italiano (n. 1870)
- 25 agosto - Clark Wissler, antropologo statunitense (n. 1870)
- 28 agosto - Manolete, torero spagnolo (n. 1917)
- 30 agosto - Per-Olof Arvidsson, tiratore a segno svedese (n. 1864)

## Settembre(54)
- 1º settembre - Frederick Russell Burnham, militare, mercenario e scrittore statunitense (n. 1861)
- 1º settembre - Kosta Kota, politico albanese (n. 1886)
- 1º settembre - Clotilde von Mensdorff-Pouilly, nobile, attivista e diplomatica austriaca (n. 1867)
- 3 settembre - Virgilio Angioni, presbitero italiano (n. 1878)
- 3 settembre - Ronald MacDonald, maratoneta canadese (n. 1874)
- 4 settembre - Luigi Abello, giurista italiano (n. 1870)
- 4 settembre - Frank Doremus, politico statunitense (n. 1865)
- 4 settembre - Arthur Johns, ingegnere statunitense (n. 1889)
- 5 settembre - Pedro Ochoa, calciatore argentino (n. 1900)
- 6 settembre - Luigi Barzini, giornalista e scrittore italiano (n. 1874)
- 7 settembre - Michele Cipolla, matematico italiano (n. 1880)
- 8 settembre - Alfredo Bouvier, avvocato e politico italiano (n. 1856)
- 8 settembre - Cirillo IX Moghabghab, vescovo cattolico e patriarca cattolico libanese (n. 1855)
- 8 settembre - Kurt Eberhard, militare tedesco (n. 1874)
- 9 settembre - Carlo Bassano, avvocato e politico italiano (n. 1884)
- 9 settembre - Ananda Coomaraswamy, storico dell'arte cingalese (n. 1877)
- 9 settembre - Victor Horta, architetto belga (n. 1861)
- 10 settembre - Hatazō Adachi, generale giapponese (n. 1890)
- 10 settembre - Evžen Veselý, calciatore cecoslovacco (n. 1907)
- 11 settembre - Martin Dibelius, religioso e insegnante tedesco (n. 1883)
- 11 settembre - Alice Keppel, nobildonna scozzese (n. 1868)
- 11 settembre - Henri Manuel, fotografo francese (n. 1874)
- 11 settembre - Rodolfo Muller, ciclista su strada italiano (n. 1876)
- 11 settembre - Dewi Sartika, educatrice indonesiana (n. 1884)
- 12 settembre - Sebastian Baur, compositore e direttore d'orchestra austriaco (n. 1878)
- 12 settembre - Oscar Di Maio, attore teatrale e drammaturgo italiano (n. 1887)
- 14 settembre - Arthur Grenfell Wauchope, militare britannico (n. 1874)
- 15 settembre - Richard Le Gallienne, poeta e scrittore inglese (n. 1866)
- 15 settembre - Annie Scott Dill Maunder, astronoma e matematica britannica (n. 1868)
- 17 settembre - Robert Hawthorn Kitson, pittore inglese (n. 1873)
- 17 settembre - Ferdinando Lori, ingegnere italiano (n. 1869)
- 20 settembre - Arthur Gingell, lottatore britannico (n. 1883)
- 20 settembre - Fiorello La Guardia, politico statunitense (n. 1882)
- 20 settembre - Antonio Piscel, politico, avvocato e giornalista italiano (n. 1871)
- 21 settembre - Harry Carey, attore, regista e sceneggiatore statunitense (n. 1878)
- 22 settembre - Chester Barnett, attore statunitense (n. 1884)
- 22 settembre - Pierre Lecomte du Noüy, fisico francese (n. 1883)
- 23 settembre - Nikola Petkov, politico bulgaro (n. 1893)
- 24 settembre - Andrew Cunningham McLaughlin, storico statunitense (n. 1861)
- 24 settembre - Italo Stagno, sindacalista e militare italiano (n. 1902)
- 25 settembre - Joseph H. August, direttore della fotografia statunitense (n. 1890)
- 26 settembre - Hugh Lofting, scrittore britannico (n. 1886)
- 27 settembre - Maurice Asselin, pittore e incisore francese (n. 1882)
- 27 settembre - Luigi Barlassina, patriarca cattolico italiano (n. 1872)
- 27 settembre - Jan Malypetr, politico cecoslovacco (n. 1873)
- 28 settembre - Adelchi Baratono, filosofo e politico italiano (n. 1875)
- 28 settembre - Edvīns Bārda, calciatore lettone (n. 1900)
- 28 settembre - William B. Davidson, attore statunitense (n. 1888)
- 28 settembre - Oscar Grégoire, pallanuotista e nuotatore belga (n. 1877)
- 28 settembre - Elisabeth von Gutmann, nobildonna austriaca (n. 1875)
- 28 settembre - Hans Georg von Mackensen, politico, ambasciatore e generale tedesco (n. 1883)
- 29 settembre - Cesare Candi, liutaio italiano (n. 1869)
- 29 settembre - Jan Hambourg, violinista russo (n. 1882)
- 30 settembre - Eduard Schnedler-Sørensen, regista, sceneggiatore e produttore cinematografico danese (n. 1886)

## Ottobre(53)
- 1º ottobre - Olive Borden, attrice statunitense (n. 1906)
- 1º ottobre - Franz Exner, criminologo tedesco (n. 1881)
- 1º ottobre - Gregorio Martínez Sierra, scrittore, drammaturgo e impresario teatrale spagnolo (n. 1881)
- 2 ottobre - Pëtr Dem'janovič Uspenskij, filosofo russo (n. 1878)
- 3 ottobre - Davide Mele, imprenditore, dirigente d'azienda e politico italiano (n. 1880)
- 3 ottobre - Henrik Schück, scrittore svedese (n. 1855)
- 4 ottobre - Luigi De Gregori, bibliotecario italiano (n. 1874)
- 4 ottobre - Maria Cristina di Borbone-Due Sicilie, principessa (n. 1877)
- 4 ottobre - Max Planck, fisico tedesco (n. 1858)
- 5 ottobre - Giuseppe Emanuele Modigliani, politico, avvocato e antifascista italiano (n. 1872)
- 6 ottobre - Leevi Madetoja, compositore finlandese (n. 1887)
- 7 ottobre - Arshak Fetvadjian, artista, pittore e grafico armeno (n. 1866)
- 7 ottobre - Alessio Soley, basso italiano (n. 1884)
- 9 ottobre - Giuseppe Malagoli, glottologo italiano (n. 1864)
- 10 ottobre - Francis Ernest Lloyd, biologo e botanico inglese (n. 1868)
- 10 ottobre - Pasquale Lugini, politico italiano (n. 1896)
- 10 ottobre - Eduard von Zambaur, orientalista, numismatico e ufficiale austriaco (n. 1866)
- 11 ottobre - Thomas Inskip, politico inglese (n. 1876)
- 12 ottobre - James Farley, attore statunitense (n. 1882)
- 12 ottobre - Ian Hamilton, generale britannico (n. 1853)
- 12 ottobre - Janus van Merrienboer, arciere olandese (n. 1894)
- 13 ottobre - LeRoy Mason, attore statunitense (n. 1903)
- 13 ottobre - Archibald Montgomery-Massingberd, militare e nobile britannico (n. 1871)
- 13 ottobre - Sidney James Webb, politico britannico (n. 1859)
- 14 ottobre - Frank Heller, scrittore svedese (n. 1886)
- 14 ottobre - André Liminana, calciatore francese (n. 1899)
- 15 ottobre - Osmond Brock, ammiraglio inglese (n. 1869)
- 15 ottobre - John Johansen, velocista e giavellottista norvegese (n. 1883)
- 16 ottobre - Ahmad Ali Khan di Malerkotla, principe indiano (n. 1881)
- 17 ottobre - John Halliday, attore statunitense (n. 1880)
- 18 ottobre - Alessandro Da Lisca, ingegnere italiano (n. 1868)
- 18 ottobre - Ernesto Morandi, calciatore italiano (n. 1893)
- 18 ottobre - George Henry Peters, astronomo statunitense (n. 1863)
- 18 ottobre - Massimo Terzano, direttore della fotografia italiano (n. 1892)
- 18 ottobre - Charles Treffel, pallanuotista francese (n. 1875)
- 18 ottobre - August von Brandis, pittore tedesco (n. 1859)
- 19 ottobre - Voldemārs Grāvelis, calciatore lettone (n. 1906)
- 20 ottobre - Gilbert Bougnol, schermidore francese (n. 1866)
- 20 ottobre - Albert Howard, botanico britannico (n. 1873)
- 23 ottobre - Sigurd Christiansen, scrittore e drammaturgo norvegese (n. 1891)
- 24 ottobre - Carlo Salotti, cardinale e arcivescovo cattolico italiano (n. 1870)
- 25 ottobre - Victor Bulwer-Lytton, politico britannico (n. 1876)
- 27 ottobre - Henry Cubitt, II barone Ashcombe, nobile e politico inglese (n. 1867)
- 27 ottobre - William Fay, attore e regista irlandese (n. 1872)
- 27 ottobre - Luigi Gioli, pittore italiano (n. 1855)
- 27 ottobre - Osvaldo Polimanti, medico e fisiologo italiano (n. 1869)
- 28 ottobre - Maria Forescu, attrice rumena (n. 1875)
- 29 ottobre - Frances Cleveland, first lady statunitense (n. 1864)
- 29 ottobre - Louis Delaunoij, schermidore olandese (n. 1879)
- 30 ottobre - John Joseph Cantwell, arcivescovo cattolico irlandese (n. 1874)
- 30 ottobre - Mathieu Crickboom, violinista, compositore e insegnante belga (n. 1871)
- 31 ottobre - Gjon Pantalia, gesuita albanese (n. 1887)
- 31 ottobre - Christian Simenon, politico belga (n. 1906)

## Novembre(58)
- 1º novembre - Martin Formanack, canottiere statunitense (n. 1866)
- 1º novembre - Teodoro Romža, ucraino (n. 1911)
- 2 novembre - Fernando Tassi, calciatore italiano (n. 1902)
- 3 novembre - Nelson McDowell, attore statunitense (n. 1870)
- 3 novembre - George Cornelius O'Kelly, lottatore irlandese (n. 1886)
- 3 novembre - Santi Romano, giurista, magistrato e politico italiano (n. 1875)
- 3 novembre - Embrik Strand, entomologo e aracnologo norvegese (n. 1876)
- 3 novembre - Maria Madalena de Martel Patrício, scrittrice e poetessa portoghese (n. 1884)
- 4 novembre - Arthur Stanley, politico britannico (n. 1869)
- 4 novembre - Alexandru C. Cuza, politico rumeno (n. 1857)
- 4 novembre - Mabel Van Buren, attrice statunitense (n. 1878)
- 5 novembre - Émile Berchmans, pittore e illustratore belga (n. 1867)
- 5 novembre - Henry Wace, calciatore inglese (n. 1853)
- 6 novembre - William C. Dowlan, attore e regista statunitense (n. 1882)
- 6 novembre - Antonio Gómez Restrepo, diplomatico, poeta e saggista colombiano (n. 1869)
- 6 novembre - Umberto Mozzato, attore e regista italiano (n. 1879)
- 7 novembre - Sándor Garbai, politico ungherese (n. 1879)
- 8 novembre - Mariano Benlliure, scultore spagnolo (n. 1862)
- 8 novembre - Constantin Sănătescu, generale e politico rumeno (n. 1885)
- 9 novembre - Nazime Sultan, principessa ottomana (n. 1867)
- 11 novembre - Annie Londonderry, avventuriera, ciclista e imprenditrice statunitense
- 11 novembre - Otto Ellison von Nidlef, generale austro-ungarico (n. 1868)
- 11 novembre - Giuseppe Venturi, arcivescovo cattolico italiano (n. 1874)
- 12 novembre - Achille Duchêne, architetto e architetto del paesaggio francese (n. 1866)
- 12 novembre - Emma Orczy, scrittrice britannica (n. 1865)
- 13 novembre - Giuseppe Gatti Casazza, ingegnere e architetto italiano (n. 1870)
- 13 novembre - Raphael Eduard Liesegang, chimico tedesco (n. 1869)
- 13 novembre - Gaetano Tantalo, presbitero italiano (n. 1905)
- 14 novembre - Marie Belloc Lowndes, scrittrice britannica (n. 1868)
- 14 novembre - Giovanni Maria Visconti Venosta, diplomatico, politico e nobile italiano (n. 1887)
- 16 novembre - Giuseppe Volpi, nobile, imprenditore e politico italiano (n. 1877)
- 17 novembre - Ricarda Huch, scrittrice tedesca (n. 1864)
- 17 novembre - Josafat Kocylovs'kyj, vescovo cattolico ucraino (n. 1876)
- 17 novembre - Emil Racoviță, biologo, zoologo e speleologo rumeno (n. 1868)
- 17 novembre - Victor Serge, scrittore e rivoluzionario russo (n. 1890)
- 18 novembre - Gennaro D'Amato, illustratore, pittore e saggista italiano (n. 1857)
- 18 novembre - Angelo Massardo, ingegnere e avvocato italiano (n. 1872)
- 18 novembre - Şehzade Mehmed Cemaleddin, principe ottomano (n. 1891)
- 19 novembre - Guido Fabiani, scrittore e giornalista italiano (n. 1869)
- 20 novembre - Wolfgang Borchert, scrittore tedesco (n. 1921)
- 20 novembre - Georg Kolbe, scultore e pittore tedesco (n. 1877)
- 21 novembre - George Le Guere, attore statunitense (n. 1887)
- 22 novembre - Gaetano Mario Columba, storico e politico italiano (n. 1861)
- 22 novembre - Gloria Grey, attrice statunitense (n. 1909)
- 23 novembre - James Hugh Ryan, arcivescovo cattolico statunitense (n. 1886)
- 24 novembre - Léon-Paul Fargue, poeta e saggista francese (n. 1876)
- 24 novembre - Giuseppe Sbaraglini, avvocato, politico e antifascista italiano (n. 1870)
- 24 novembre - Lina Schwarz, poetessa e traduttrice italiana (n. 1876)
- 26 novembre - Ernie Adams, attore statunitense (n. 1885)
- 26 novembre - Marguerite Carré, soprano francese (n. 1880)
- 26 novembre - Gusztáv Jány, generale ungherese (n. 1883)
- 28 novembre - Philippe Leclerc de Hauteclocque, generale francese (n. 1902)
- 28 novembre - Georg Schnéevoigt, direttore d'orchestra e violoncellista finlandese (n. 1872)
- 29 novembre - Oreste Lo Valvo, avvocato, pubblicista e saggista italiano (n. 1868)
- 30 novembre - Galileo Cavallari Murat, pittore e scultore italiano (n. 1877)
- 30 novembre - Giuseppe Checchia Rispoli, geologo e paleontologo italiano (n. 1877)
- 30 novembre - Ernst Lubitsch, regista, attore e sceneggiatore tedesco (n. 1892)
- 30 novembre - Thoma Orollogaj, politico albanese (n. 1888)

## Dicembre(88)
- 1º dicembre - Samuel Courtauld, imprenditore e collezionista d'arte britannico (n. 1876)
- 1º dicembre - Aleister Crowley, esoterista, astrologo e scrittore britannico (n. 1875)
- 1º dicembre - Franz Joseph Emil Fischer, chimico tedesco (n. 1877)
- 1º dicembre - Godfrey Harold Hardy, matematico britannico (n. 1877)
- 1º dicembre - Gino Meschiari, avvocato e politico italiano (n. 1884)
- 1º dicembre - Pëtr Vladimirovič Vil'jams, pittore, grafico e scenografo russo (n. 1902)
- 2 dicembre - John James Campbell, calciatore scozzese (n. 1871)
- 2 dicembre - Francesco Chiappelli, artista, incisore e pittore italiano (n. 1890)
- 2 dicembre - Harry Frank, attore tedesco (n. 1896)
- 2 dicembre - Franz Xaver Schwarz, politico e funzionario tedesco (n. 1875)
- 3 dicembre - Oreste Mattirolo, botanico, micologo e biologo italiano (n. 1856)
- 4 dicembre - Pietro Baratono, prefetto e politico italiano (n. 1884)
- 5 dicembre - Shirley Jackson Case, matematico e teologo canadese (n. 1872)
- 5 dicembre - Frits Clausen, politico danese (n. 1893)
- 5 dicembre - William Thomas, sociologo statunitense (n. 1863)
- 6 dicembre - Tadashige Daigō, ammiraglio giapponese (n. 1891)
- 6 dicembre - Alberto Ginocchio, militare, marinaio e partigiano italiano (n. 1901)
- 6 dicembre - Henric Horn af Åminne, cavaliere svedese (n. 1880)
- 7 dicembre - Ubaldo Arata, direttore della fotografia italiano (n. 1895)
- 7 dicembre - Tristan Bernard, scrittore, commediografo e giornalista francese (n. 1866)
- 7 dicembre - Nicholas Murray Butler, filosofo, diplomatico e politico statunitense (n. 1862)
- 7 dicembre - Giuseppe Zago, attore italiano (n. 1881)
- 10 dicembre - Rino De Nobili Di Vezzano, diplomatico e politico italiano (n. 1899)
- 10 dicembre - George Mozart, attore, sceneggiatore e regista britannico (n. 1864)
- 10 dicembre - Pierre Petit de Julleville, cardinale e arcivescovo cattolico francese (n. 1876)
- 11 dicembre - Giorgio Ceragioli, pittore, scultore e decoratore italiano (n. 1861)
- 11 dicembre - Maurice Chabas, pittore francese (n. 1862)
- 11 dicembre - Johannes Daubert, filosofo tedesco (n. 1877)
- 11 dicembre - Aleksander Stavre Drenova, poeta, pubblicista e patriota albanese (n. 1872)
- 12 dicembre - Robert Meyer, patologo e ginecologo tedesco (n. 1864)
- 12 dicembre - Hoda Sha'rawi, attivista egiziana (n. 1879)
- 13 dicembre - Nikolaj Konstantinovič Rerich, pittore, avvocato e diplomatico russo (n. 1874)
- 13 dicembre - Robert John Strutt Rayleigh, fisico inglese (n. 1875)
- 13 dicembre - Basile Tanghe, missionario e vescovo cattolico belga (n. 1879)
- 14 dicembre - Stanley Baldwin, politico britannico (n. 1867)
- 14 dicembre - Arne Børresen, calciatore norvegese (n. 1907)
- 14 dicembre - Lilly Reich, designer tedesca (n. 1885)
- 14 dicembre - Gino Carlo Sensani, costumista italiano (n. 1888)
- 15 dicembre - Anastasios Andreou, ostacolista greco (n. 1877)
- 15 dicembre - Arthur Machen, scrittore gallese (n. 1863)
- 16 dicembre - Harry Johnson, pugile britannico (n. 1887)
- 16 dicembre - Gino Rossi, pittore italiano (n. 1884)
- 17 dicembre - Johannes Nicolaus Brønsted, chimico danese (n. 1879)
- 17 dicembre - Bernard Spilsbury, patologo britannico (n. 1877)
- 18 dicembre - Ernesto Aurini, pittore, fotografo e disegnatore italiano (n. 1873)
- 19 dicembre - Giovanni Bassanesi, fotoreporter, pacifista e antifascista italiano (n. 1905)
- 19 dicembre - Arthur Sambon, numismatico e storico francese (n. 1867)
- 19 dicembre - Duncan Campbell Scott, scrittore canadese (n. 1862)
- 19 dicembre - Carlo Torlonia, politico italiano (n. 1874)
- 20 dicembre - Benigno Aquino Sr., politico filippino (n. 1894)
- 20 dicembre - Luigi Chiarelli, commediografo, scrittore e giornalista italiano (n. 1880)
- 20 dicembre - George Rous, III conte di Stradbroke, nobile e ufficiale inglese (n. 1862)
- 21 dicembre - Mark Hellinger, giornalista, produttore cinematografico e scrittore statunitense (n. 1903)
- 21 dicembre - Dušan Jurkovič, architetto, designer e etnografo slovacco (n. 1868)
- 22 dicembre - Bruno Biagi, avvocato e politico italiano (n. 1889)
- 22 dicembre - Richard Heidrich, generale tedesco (n. 1896)
- 22 dicembre - Gottlob Linck, mineralogista, geologo e cristallografo tedesco (n. 1858)
- 22 dicembre - Maurilio Silvani, arcivescovo cattolico e diplomatico italiano (n. 1882)
- 22 dicembre - Tefta Tashko Koço, soprano albanese (n. 1910)
- 22 dicembre - Otto Weidt, imprenditore tedesco (n. 1883)
- 23 dicembre - Bruno Bernabei, avvocato e politico italiano (n. 1888)
- 23 dicembre - Giulio Farina, egittologo, archeologo e sociologo italiano (n. 1889)
- 23 dicembre - Giulia Florio, nobildonna e filantropa italiana (n. 1870)
- 23 dicembre - Jean Le Bret, velista francese (n. 1872)
- 23 dicembre - Sergej L'vovič Tolstoj, scrittore e musicologo russo (n. 1863)
- 23 dicembre - Giuseppe Vairo, calciatore italiano (n. 1922)
- 24 dicembre - Bruno Bellini, calciatore, arbitro di calcio e dirigente sportivo italiano (n. 1893)
- 24 dicembre - Elias Katz, mezzofondista e siepista finlandese (n. 1901)
- 24 dicembre - Hans-Erdmann von Lindeiner-Wildau, politico tedesco (n. 1883)
- 24 dicembre - Clement Calhoun Young, politico statunitense (n. 1869)
- 25 dicembre - Otto Falckenberg, regista, manager e drammaturgo tedesco (n. 1873)
- 25 dicembre - Charles Gondouin, rugbista a 15 e tiratore di fune francese (n. 1875)
- 25 dicembre - Prospero Montecchi, violoncellista italiano (n. 1863)
- 26 dicembre - Urban Gad, regista e sceneggiatore danese (n. 1879)
- 26 dicembre - John A. Waldron, sceneggiatore, produttore cinematografico e regista statunitense (n. 1891)
- 27 dicembre - Alphonzo Bell, imprenditore e tennista statunitense (n. 1875)
- 27 dicembre - Sven Ohlsson, calciatore svedese (n. 1888)
- 27 dicembre - Giuseppe Porcheddu, illustratore, ceramista e pittore italiano (n. 1898)
- 28 dicembre - Vittorio Emanuele III di Savoia, re italiano (n. 1869)
- 29 dicembre - Guy Coombs, attore e regista statunitense (n. 1888)
- 29 dicembre - Hede von Trapp, poetessa e pittrice austriaca (n. 1877)
- 29 dicembre - Alfred Jefferis Turner, pediatra e entomologo australiano (n. 1861)
- 30 dicembre - Howard Davies, attore inglese (n. 1879)
- 30 dicembre - Han van Meegeren, pittore e falsario olandese (n. 1889)
- 30 dicembre - Alfred North Whitehead, filosofo e matematico britannico (n. 1861)
- 30 dicembre - Yokomitsu Riichi, scrittore giapponese (n. 1898)
- 31 dicembre - Louise Beaudet, attrice canadese (n. 1858)
- 31 dicembre - Annibale Marinelli De Marco, imprenditore e politico italiano (n. 1872)

## Senza giorno specificato(70)
- Evgenij Vladimirovič Alekseevskij, chimico sovietico (n. 1893)
- Filippo Cesare Annessi, poeta italiano (n. 1871)
- Elena Bacaloglu, giornalista e politica rumena (n. 1878)
- Reginald Bacon, ammiraglio britannico (n. 1863)
- Stefan Bakałowicz, pittore polacco (n. 1857)
- Carlo Balboni, scultore italiano (n. 1863)
- Joseph Barcroft, fisiologo britannico (n. 1872)
- Philipp August Becker, filologo tedesco (n. 1862)
- Miriam Benjamin, docente e inventrice statunitense (n. 1861)
- Montague Browning, ammiraglio britannico (n. 1863)
- Sergej Buchteev, allenatore di calcio e calciatore sovietico (n. 1896)
- Michail Evseevič Bukinik, violoncellista, compositore e critico musicale ucraino (n. 1872)
- Luigi Capaldo, politico italiano (n. 1855)
- Pasquale Caso, politico italiano (n. 1871)
- Lorenzo Cecconi, pittore italiano (n. 1863)
- Giuseppe Raffaello Cerrai, avvocato e politico italiano (n. 1867)
- Minerva Josephine Chapman, pittrice statunitense (n. 1858)
- Tito Chini, pittore e decoratore italiano (n. 1898)
- Aleksandar Cincar-Marković, politico jugoslavo (n. 1889)
- Amedeo Colla, scultore italiano (n. 1868)
- John Cope, medico e esploratore britannico (n. 1893)
- Elizabeth Courtauld, medico britannico (n. 1867)
- George L. Cox, attore, regista e sceneggiatore statunitense (n. 1878)
- Eugenio De Renzi, generale italiano (n. 1875)
- Émile Auguste Joseph De Wildeman, botanico belga (n. 1866)
- Marius Delbecque, calciatore belga
- Delly, scrittrice francese (n. 1875)
- Willen Dick, saltatore con gli sci cecoslovacco
- Tony Donnelly, calciatore inglese (n. 1886)
- David Enskog, fisico svedese (n. 1884)
- Ernestina d'Errico Ciccotti, traduttrice e letterata italiana (n. 1866)
- Giulio Faldini, chirurgo italiano (n. 1897)
- Giuseppe Filippa, pallonista italiano (n. 1881)
- Eugenio Genero, poeta italiano (n. 1875)
- Vittorio Giampaoli, incisore e medaglista italiano (n. 1918)
- Émile Gontier, astista e discobolo francese (n. 1877)
- Dario Gonzatti, inventore italiano
- Ferruccio Guicciardi, aviatore italiano (n. 1895)
- William Perry Hay, naturalista statunitense (n. 1872)
- Joseph-Marie Henry, presbitero, botanico e alpinista italiano (n. 1870)
- Karel Hes, calciatore cecoslovacco (n. 1911)
- Georg Hoffmann, nuotatore e tuffatore tedesco (n. 1880)
- Ellsworth Huntington, geografo statunitense (n. 1876)
- N. Katravas, nuotatore greco (n. 1873)
- Alban Köhler, radiologo tedesco (n. 1874)
- Ernst Laqueur, biochimico olandese (n. 1880)
- Albert S. Le Vino, sceneggiatore statunitense (n. 1878)
- Tina Lerner, pianista russa (n. 1889)
- Liu Pao Ch'ün, artista marziale cinese (n. 1892)
- Liu Hulan, attivista cinese (n. 1932)
- Ferdinando Livini, medico italiano (n. 1868)
- Malekeh Jahan, principessa persiana (n. 1875)
- Aristide Merolli, militare e scrittore italiano (n. 1885)
- Silverio Montaguti, scultore italiano (n. 1870)
- Umberto Navarrini, giurista italiano (n. 1870)
- Julián Palacios, dirigente sportivo spagnolo (n. 1880)
- Caterina Panciera Besarel, imprenditrice e scultrice italiana (n. 1867)
- Max Pape, nuotatore tedesco (n. 1886)
- Friedrich Paschen, fisico tedesco (n. 1865)
- Andrija Radović, politico montenegrino (n. 1872)
- Renuccio Renucci, pittore italiano (n. 1880)
- Jacques Roston, traduttore e insegnante francese (n. 1874)
- Angelo Santagostino, pittore e imprenditore italiano (n. 1878)
- Stefan Shundi, scrittore, critico letterario e avvocato albanese (n. 1906)
- Tiola Silenzi, cantante italiana (n. 1916)
- Roberto Troncone, fotografo, regista e produttore cinematografico italiano (n. 1875)
- Antonio Noriega Varela, giornalista e poeta spagnolo (n. 1869)
- Seizaburō Yoshii, cestista giapponese (n. 1917)
- Taixu, monaco buddista, attivista e filosofo cinese (n. 1890)
- Saadallah al-Jabiri, politico siriano (n. 1893)